# Tiếng Haida
- Cờ Của Hội Đồng Xứ Haida.

Tiếng Haida (X̱aat Kíl, X̱aadas Kíl, X̱aayda Kil, Xaad kil,) là ngôn ngữ của người Haida, nói ở quần đảo Haida Gwaii ngoài khơi Canada và trên đảo Prince of Wales của Alaska. Đây là một ngôn ngữ bị đe doạ, với chỉ 24 người bản ngữ, dù đang có nỗ lực phục hồi ngôn ngữ này. Vào thời điểm người châu Âu đến Haida Gwaii năm 1774, ước tính có chừng 15.000 người nói tiếng Haida. Dịch bệnh mau chóng làm sụt giảm số lượng người Haida, để rồi họ chỉ trụ lại trong ba ngôi làng: Masset, Skidegate, Hydaburg. Thái độ chấp nhận sự đồng hoá, cộng với việc nói tiếng Haida bị cấm trong trường học gây ra sự suy giảm mạnh vai trò của tiếng Haida. Ngày nay, hầu như mọi người Haida đều lấy tiếng Anh làm ngôn ngữ giao tiếp.
Việc phân loại tiếng Haida là vấn đề chưa thống nhất, một số học giả đặt nó vào ngữ hệ Na-Dené, số khác cho rằng nó là ngôn ngữ tách biệt. Tiếng Haida chia ra hai phương ngữ Bắc và Nam, khác nhau chủ yếu ở về mặt âm vị. Phương ngữ Haida Bắc đã phát triển phụ âm yết hầu, một tập hợp âm hiếm gặp, nhưng có hiện diện trong các ngôn ngữ Salish và Wakash gần đó.
Hệ thống âm vị tiếng Haida có âm tống ra, âm vang thanh hầu hoá, sự phân biệt độ dài nguyên âm, cùng thanh điệu. Bản chất của hệ thống thanh điệu biến thiên theo phương ngữ. Phụ âm âm tiết hoá có mặt trong tiếng Haida, nhưng chỉ mang tính âm vị trong tiếng Haida Skidegate. Trong dân ca Haida, có một số nguyên âm không xuất hiện trong tiếng Haida nói. Chữ Latinh (với một số biến thể khác nhau) là hệ chữ để viết tiếng Haida.

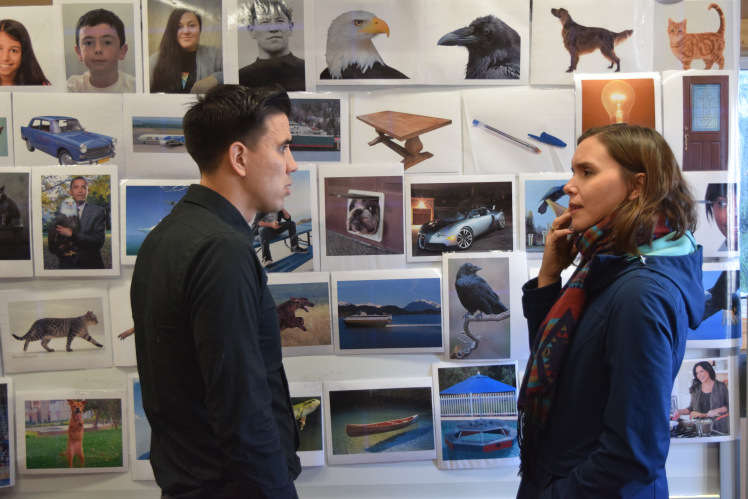
Người học tiếng Haida luyện nói với nhau

## Hiện trạng

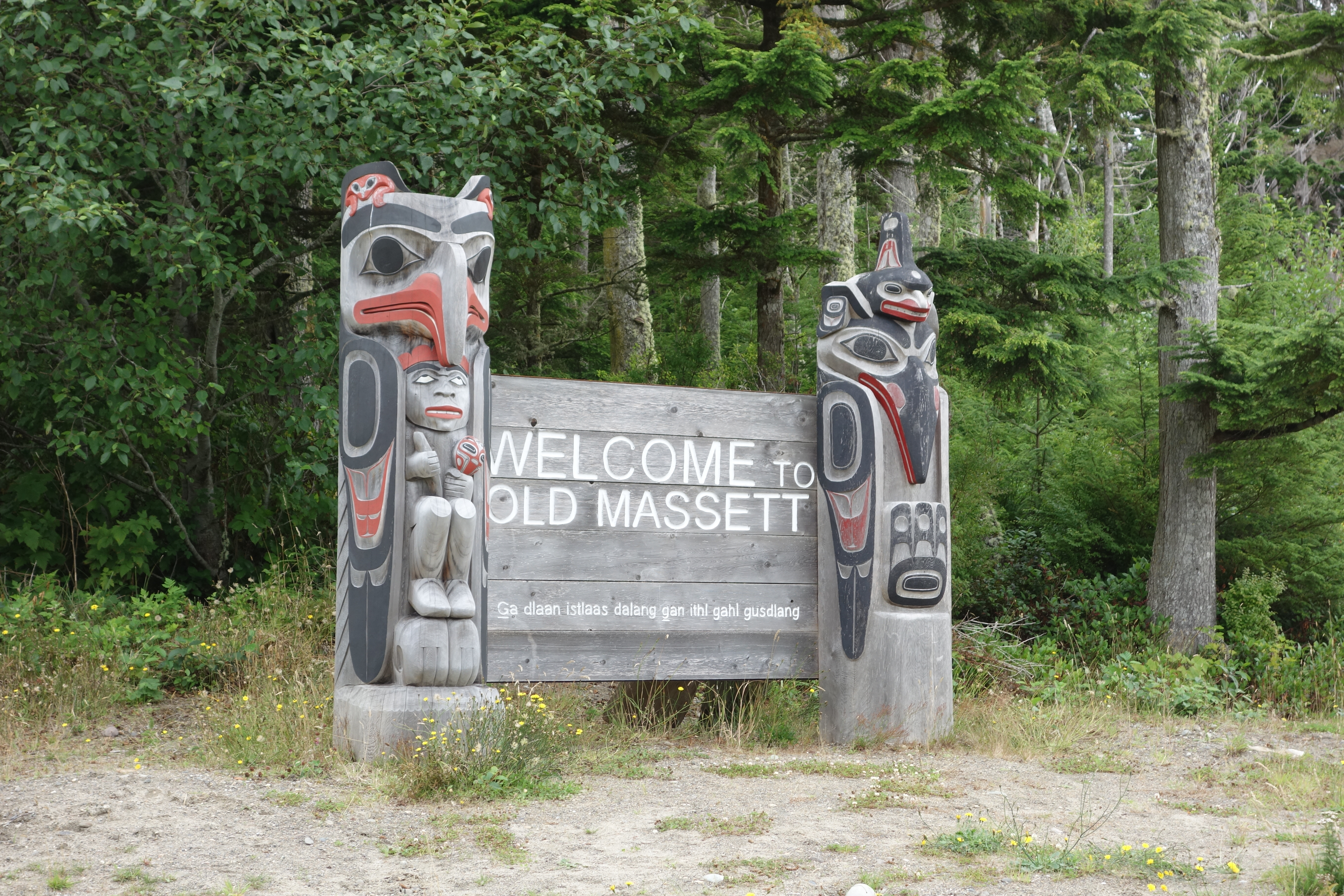
Tiếng Haida trên biển chào đến Old Massett

Ngày nay, hầu hết người Haida không nói tiếng Haida nữa. Ngôn ngữ này được nhìn nhận là "bị đe doạ nghiên trọng" trong Atlas of the World's Languages in Danger của UNESCO, với đại đa số người bản ngữ đều đã lớn tuổi. Tính đến năm 2003, người nói tiếng Haida hầu như đều nằm trong khoảng 70-80 tuổi. Họ nói một dạng tiếng Haida đã "đơn giản hoá đáng kể". Người hiểu tiếng Haida thường trên 50 tuổi. Thậm chí, người nói và người hiểu cũng ít dùng tiếng Haida.
Người Haida ngày nay đang khơi dậy một mối quan tâm mới với nền văn hoá truyền thống. Các chương trình ngôn ngữ tiếng Haida trong ba cộng đồng Haida đang được hỗ trợ về tài chính, dù chưa đem đến sự hiệu quả thực sự. Các cộng đồng Haida và đại học Alaska Southeast đã mở lớp dạy tiếng Haida ở Juneau, Ketchikan, Hydaburg. Hơn nữa, hiện đã có một ứng dụng tiếng Haida Skidegate cho iPhone.
Kingulliit Productions đã thực hiện một bộ phim điện ảnh hoàn toàn bằng tiếng Haida; diễn viên được hướng dẫn để phát âm đúng lời thoại trong phim. Bộ phim, mang tên SGaawaay K’uuna ("Lưỡi Dao"), được ra mắt ở Canada vào tháng 9 năm 2018.

## Phân loại
Franz Boas là người đầu tiên đề xuất rằng tiếng Haida có lẽ liên quan đến tiếng Tlingit (1894). Năm 1915, nhà ngôn ngữ học Edward Sapir đặt tiêng Haida trong ngữ hệ Na-Dené. Phân loại này sau đó nhận được sự ủng hộ từ Swanton, Pinnow, Greenberg và Ruhlen. Tuy vậy, ngày nay hầu hết học giả đều cho rằng tiếng Haida là một ngôn ngữ tách biệt. Không phải học giả nào cũng đồng tình với quan điểm trên; chẳng hạn, Enrico (2004) tin rằng tiếng Haida quả thực thuộc về hệ Na-Dené, dù sự vay mượn vào thời xưa đã làm lu mờ điều đó.

## Phương ngữ
Tiếng Haida có sự phân chia phương ngữ bắc nam rõ rệt. Tiếng Haida miền Bắc tách ra thành tiếng Haida Alaska (hay Kaigani) và tiếng Haida Masset (hay Bắc đảo Graham). Tiếng Haida miền Nam tách ra làm tiếng Haida Skidegate và tiếng Haida Ninstints, nhưng tiếng Haida Ninstints nay đã biến mất và để lại quá ít thông tin. Các phương ngữ khác biệt nhau về âm vị học và từ vựng, còn về ngữ pháp thì chúng nói chung y hệt nhau.
Tiếng Haida miền Bắc nổi bật vì có phụ âm yết hầu. Thậm chí nếu ta xét Bắc Mỹ (một vùng mà ngôn ngữ có sự đa dạng lớn về âm vị học), phụ âm yết hầu vẫn rất hiếm gặp. Đây là một đặc điểm khu vực của vài nhóm ngôn ngữ ở một góc nhỏ Tây Bắc Bắc Mỹ. Phụ âm yết hầu trong nhóm Wakash và tiếng Haida miền Bắc xuất hiện không quá lâu về trước.

## Âm vị học

### Phụ âm
|           |               | Đôi môi | Chân răng | Chân răng | Sau chân răng / Vòm | Vòm~Ngạc mềm | Lưỡi gà | Yết hầu | Thanh hầu |
| giữa lưỡi | cạnh lưỡi     | Đôi môi |           |           | Sau chân răng / Vòm | Vòm~Ngạc mềm | Lưỡi gà | Yết hầu | Thanh hầu |
| --------- | ------------- | ------- | --------- | --------- | ------------------- | ------------ | ------- | ------- | --------- |
| Tắc       | thường1       | p       | t         |           |                     | k            | q       | (ʕ̥)3    | ʔ         |
| Tắc       | bật hơi       |         | tʰ        |           |                     | kʰ           | qʰ      |         |           |
| Tắc       | tống ra       |         | tʼ        |           |                     | kʼ           | qʼ      |         |           |
| Tắc xát   | lenis         |         |           | t͡ɬ        | t͡ʃ 2                |              |         |         |           |
| Tắc xát   | fortis        |         |           | t͡ɬʰ       | t͡ʃʰ                 |              |         |         |           |
| Tắc xát   | tống ra       |         | t͡sʼ       | t͡ɬʼ       |                     |              |         |         |           |
| Xát       | vô thanh      |         | s         | ɬ         |                     | x            | χ       | (ħ)3    | h         |
| Mũi       | thường        | m       | n         |           |                     | ŋ            |         |         |           |
| Mũi       | thanh hầu hoá | mˀ      | nˀ        |           |                     |              |         |         |           |
| Tiếp cận  | thường        |         |           | l         | j                   | w            |         |         |           |
| Tiếp cận  | thanh hầu hóa |         |           | lˀ        |                     |              |         |         |           |

- ^1  Âm tắc thường được hữu thanh hoá một phần ở đâu âm tiết.[16]
- ^2  Với một số người nói, [t͡ʃ] chỉ có mặt ở đầu âm tiết, còn [t͡s] không xuất hiện ở vị trí này, nên chúng là tha âm của cùng một âm vị.[17]
- ^3  Trong tiếng Haida miền Bắc (tiếng Haida Masset và Haida Alaska), /χ q/ trở thành /ħ ʕ/, /χ q/ tái xuất hiện nhờ vào từ mượn tiếng Haida miền Nam, tiếng Tlingit, các tiếng Tsimshian, cùng jargon Chinook.[15][18] Phát âm thực sự của hai âm yết hầu /ħ ʕ/ có biến thiên.[12] Trong tiếng Haida Masset chúng là âm yết hầu [ħ, ʕ], còn trong dạng tiếng Haida Alaska nói ở Hydaburg, /ħ/ là âm rung nắp thanh quản [ʜ], /ʕ/ là âm tắc xát nắp thanh quản rung [ʡʜ] hay âm tắc nắp thanh quản [ʡ].[12][19]

Trong tiếng Haida Alaska, mọi âm ngạc mềm, âm lưỡi gà, âm yết hầu, cũng như /n l j/ với vài người, có biến thể làm tròn; đây là kết quả của cụm phụ âm với /w/. Tiếng Haida Alaska còn cho thấy hiện tượng /ŋ/ trở thành /n/ khi đứng trước một âm chặn chân răng hay sau chân răng, cũng như /st͡ɬ/ trở thành /sl/.
Trong tiếng Haida Skidegate, /x/ có tha âm [h] ở vị trí cuối âm tiết.

### Nguyên âm
|        | Trước | Sau  |
| ------ | ----- | ---- |
| Đóng   | i iː  | u uː |
| Nửa mở | (ɛː)  | (ɔː) |
| Mở     | a aː  | a aː |

|      | Trước | Sau  |
| ---- | ----- | ---- |
| Đóng | i iː  | u uː |
| Vừa  | e eː  | (oː) |
| Mở   | a aː  | a aː |